# Elephanta

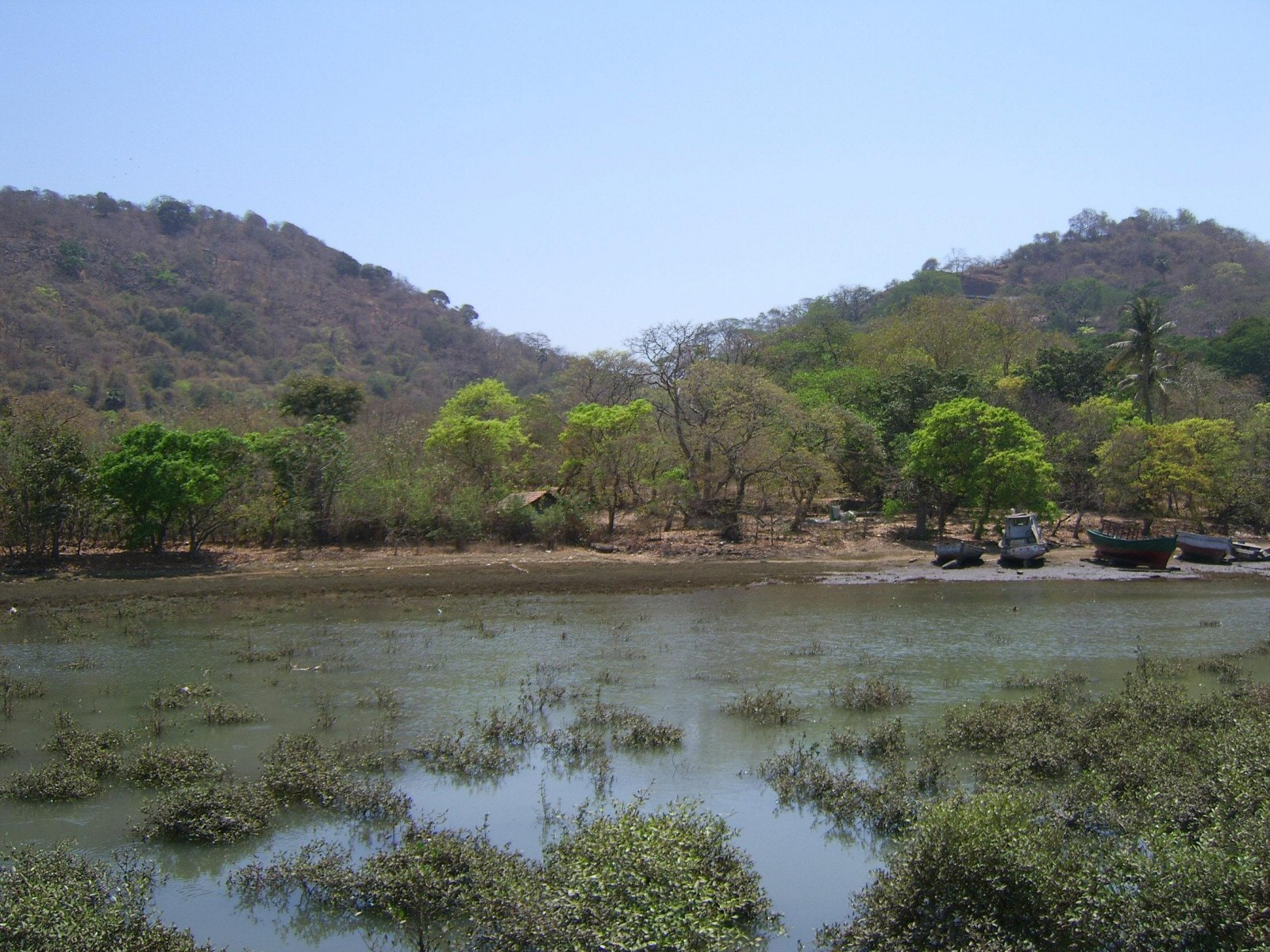
Begroeiing van het eiland bij de aanlegplek voor boten.

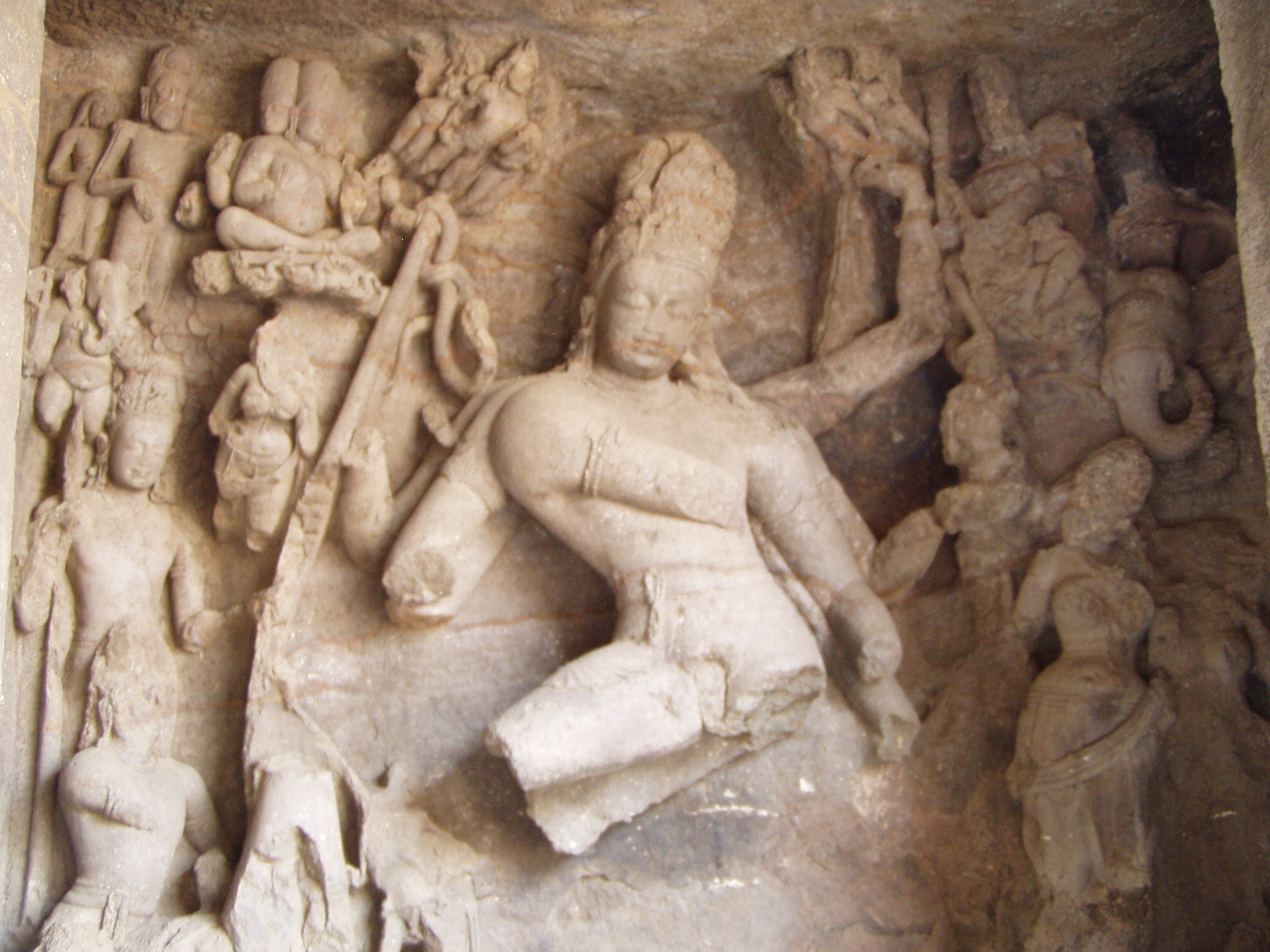
Beeld van Nataraja, een manifestatie van de god Shiva als "heer van de dans", in de grootste grot op het eiland.

Elephanta (Marathi: घारापुरी द्वीप, ghārāpurī dvīpa) of Gharapuri is een eiland bij de stad Mumbai, voor de westkust van India. Het eiland bevindt zich op de plek waar het estuarium van Mumbai Harbour overgaat in de Arabische Zee, vanaf de stad gezien aan de overzijde van het estuarium. Op het eiland bevindt zich een groep 5e- tot 8e-eeuwse grottempels die door UNESCO tot werelderfgoed verklaard zijn. Het eiland is grotendeels begroeid met dicht bos. Het heeft ongeveer 150 inwoners en behoort bestuurlijk gezien tot het Raigad district. De grotten trekken veel toeristen, die het eiland per veerboot vanuit Mumbai kunnen bereiken.
Het eiland dankt zijn naam Elephanta aan de Portugezen, die het gebied rond Mumbai in de 16e eeuw veroverden. Ze noemden het eiland naar een groot standbeeld van een olifant dat ze er aantroffen. 
Tot in de 7e eeuw werd de westkust van India geregeerd door de Mauryadynastie van Konkan, die mogelijk ondergeschikt was aan de Kalachuridynastie. Rond 635 werd het gebied veroverd door de Chalukya's, die in de 8e eeuw weer het onderspit dolven tegen de Rashtrakuta's. 

## Elephantagrotten
Welke van deze dynastieën de zes Elephantagrotten op het eiland liet uithakken is onduidelijk. De belangrijkste grot was gewijd aan de monotheïstische Pashupatasekte, die de god Shiva aanbad. De Portugezen vernietigden veel van de kunstwerken die ze aantroffen. Sinds 1909 stonden de grotten onder bescherming van de Archeological Survey of India, en werden in 1987 toegevoegd aan de lijst van UNESCO-werelderfgoed.